# Ruston (Washington)
Pour les articles homonymes, voir Ruston.
Ruston est une ville du comté de Pierce dans l'état de Washington.
Sa population était de 749 habitants en 2010.